# Обратная игра Бодянского

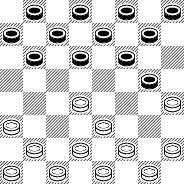
Табия дебюта

Обратная игра Бодянского, Обратная игра П. Бодянского — дебют в русских шашках. Табия дебюта возникает после ходов 1.cd4 hg5 2.gh4 — «Игра Бодянского» за черных.
Одно из наиболее острых начал, во многих случаях приводящее к очень сложной игре.
При отказе от связки белые могут ходить I 2.bc3, II 2.gf4, III 2.bc3, IV.2.gf4, получая дебют отказанная обратная игра Бодянского. При 2.gf4 gh6 получается «Центральная партия». Можно 2…gh4 3.dc5, и игра сводится к дебюту «Тычок», или 3.fе5 d:f 4 4.е:g5 с неисследованной позицией.